# Isla Natividad
Isla Natividad är en ö i Mexiko. Den ligger på västkusten i delstaten Baja California Sur, i den västra delen av landet, och tillhör kommunen Mulegé. Arean är 8,6 kvadratkilometer. Ön hade 302 invånare år 2010, vilket var en stor nedgång från de 384 invånare man hade år 2005. Isla Natividad ingår i El Vizcaino biossfärreservat.
Ön har ett rikt djurliv, bland annat finns här många olika reptiler och vanlig hjortråtta. Fåglar som historiskt sett ofta synts till på ön är blåstrupig skarv, sotalka och californialira.
Isla Natividad har också ett mindre flygfält som förbinder ön med fastlandet men reguljär trafik saknas.